# Типологія форм давньогрецьких ваз
Типологія форм давньогрецьких ваз представляє велику різноманітність. Форма давньогрецьких ваз відповідала її прикладному призначенню і змінювалася майже до нескінченності, залежно від місця і часу виробництва та особистого смаку виробника. Проте деякі форми були особливо поширеними та улюбленими і складали особливі розряди, що мали кожен своє особливе найменування. Античні письменники зберегли номенклатуру грецьких ваз, проте показання цих авторів настільки невизначені і плутані, що, ґрунтуючись на них і перевіряючи їх по збережених вазах, багато деталей залишаються нез'ясованими. Попри все завдяки працям Панофкі і роботам інших дослідників (Летрона, Узінга, Ленорман і Вітте, Лау, Джона Бізлі, Гамфрі Пейн), назви більшості форм визначені остаточно.

## Основні форми
| Форма                         | Призначення                                        | Примітки                                                  | Приклад |
| ----------------------------- | -------------------------------------------------- | --------------------------------------------------------- | ------- |
| Алабастрон (Αλάβαστρον)       | Для пахощів і шлюбних обрядів                      | використовувався жінками, чоловіки використовували арибал |         |
| Аміс                          | Поховальна урна                                    |                                                           |         |
| Амфора (Αμφορεύς)             | Закрите зберігання продуктів та їх транспортування |                                                           |         |
| Амфориск                      | Для пахощів і шлюбних обрядів                      | Мала амфора                                               |         |
| Арибал (Αρύβαλλος)            | Для пахощів і шлюбних обрядів                      |                                                           |         |
| Аскос (Ασκός)                 | Для вина і води                                    |                                                           |         |
| Бальзамаріон                  | Для пахощів і шлюбних обрядів                      |                                                           |         |
| Батаніон                      | Для зберігання продуктів                           |                                                           |         |
| Чарка                         | Для води                                           |                                                           |         |
| Кітра                         | Для зберігання продуктів                           |                                                           |         |
| Дінос                         | Для вина і води                                    | Різновид кратера                                          |         |
| Епіхізис (Επίχυσις)           | Для пахощів і шлюбних обрядів                      |                                                           |         |
| Епінетрон                     | Для шлюбних обрядів                                | Інструмент для виготослення полотна                       |         |
| Екселіптра                    | Для пахощів і шлюбних обрядів                      | Інша назва — племохоя, або клотон                         |         |
| Рибна таріль                  | Для зберігання продуктів                           |                                                           |         |
| Флакон                        | Для пахощів і шлюбних обрядів                      |                                                           |         |
| Гуттус                        | Для пахощів і культових обрядів                    |                                                           |         |
| Гідрія                        | Транспортування продуктів                          |                                                           |         |
| Кадос (Κάδος)                 | Транспортування продуктів                          |                                                           |         |
| Каккаба                       | Для зберігання продуктів                           | згадується у писемних джерелах                            |         |
| Калаф (Κάλαθος)               | Для поховальних і культових обрядів                |                                                           |         |
| Кілікс                        | Для вина і води                                    | Інша назва — калікс                                       |         |
| Канфар (Κάνθαρος)             | Для вина і води                                    |                                                           |         |
| Кернос (Κέρνος)               | Для поховальних і культових обрядів                |                                                           |         |
| Кофон (Κώθων)                 | Для вина і води                                    | схожий на сучасну флягу                                   |         |
| Кратер (Κρατήρ)               | Для змішування вина і води                         |                                                           |         |
| Кіаф                          | Для вина і води                                    |                                                           |         |
| Лагінос (Λάγυνος)             | Для пахощів і шлюбних обрядів                      |                                                           |         |
| Лебес (Λέβης)                 | Для зберігання продуктів та обрядів                |                                                           |         |
| Лебес Гамікос (Λέβης γαμικός) | Для шлюбних обрядів                                |                                                           |         |
| Лекана (Λεκάνη)               | Для пахощів і шлюбних обрядів                      |                                                           |         |
| Леканіда                      | Offene Schüssel                                    |                                                           |         |
| Лекіф (Λήκυθος)               | Для пахощів і шлюбних обрядів                      |                                                           |         |
| Лопас                         | Для зберігання продуктів                           |                                                           |         |
| Лутеріон                      | Для зберігання продуктів                           |                                                           |         |
| Лутрофор (Λουτροφόρος)        | Для поховальних і культових обрядів                |                                                           |         |
| Лідіон (Λύδιον)               | Для пахощів і шлюбних обрядів                      |                                                           |         |
| Мастос                        | Для вина і води                                    |                                                           |         |
| Ступка                        | Роздроблювання прянощів тощо                       |                                                           |         |
| Несторида (Νεστορίς)          | Для зберігання продуктів                           | Відома у Південній Італії як тройзелла                    |         |
| Ойнохоя (Οινοχόη)             | Для вина і води                                    |                                                           |         |
| Ольпа                         | Для пахощів і шлюбних обрядів                      |                                                           |         |
| Патера                        | Для культових обрядів                              |                                                           |         |
| Пеліка (Πελίκη)               | Для зберігання продуктів                           |                                                           |         |
| Перрірантеріон                | Відкрита чаша на ніжці                             | Часто виготовлялась із каменю                             |         |
| Фіала (Φιάλη)                 | Для поховальних і культових обрядів                | Інша назва — омфальна чаша                                |         |
| Форміскос (Φορμίσκος)         | Для культових обрядів                              | Погремушка                                                |         |
| Пінака                        | Вотивний предмет                                   | Інша назва — пінакіон (Πινάκιον)                          |         |
| Піфос (Πίθος)                 | Для зберігання продуктів                           | Найбільша ваза                                            |         |
| Псиктер (Ψυκτήρ)              | Для вина і води                                    |                                                           |         |
| Піксида (Πυξίς)               | Для шлюбних обрядів                                |                                                           |         |
| Ритон                         | Для вина і води                                    |                                                           |         |
| Ситула                        | Транспортування продуктів                          |                                                           |         |
| Скіфос (Σκύφος)               | Для вина і води                                    | Інша назва — котила                                       |         |
| Стамнос (Στάμνος)             | Для зберігання продуктів                           |                                                           |         |
| Тарілка                       | Для зберігання продуктів                           |                                                           |         |
| Тіміатеріон                   | Для куріння пахощів                                | Побутова прикраса                                         |         |
| Олійна лампа                  | Для куріння пахощів                                |                                                           |         |
| Тринога                       |                                                    | Виготовлялась за зразком штатива                          |         |
| Урна                          | Для поховальних обрядів                            | Призначена для людських останків                          |         |